# Волосоголовець людський
Волосоголовець людський (Trichuris trichiura) — вид нематод родини Trichuridae. Ендопаразит людини. Збудник трихоцефальозу.

## Поширення
Космополіт. Поширений на всіх материках, але найчастіше в тропічних регіонах з теплим вологим кліматом.

## Опис
Тіло завдовжки 3-5 см. Передня головна частина вузька та довга, займає 2/3 довжини тіла, нагадує волосину, завдяки чому черв і отримав таку назву. У ній розташований стравохід. Задній кінець самця закручений в спіраль. Там знаходяться кишка і органи репродукції. Яйця волосоголовців бочкоподібні, жовтуваті з прозорими полюсами, розміром 50-54 х 23-26 мкм.

## Життєвий цикл
Паразитує тільки в людини. Проміжних хазяїв немає. Живе у товстій кишці. Тонкий головний кінець черва занурений у слизову оболонку кишки для фіксації і живлення. Живиться кров'ю і клітинами стінки кишки. Зріла самиця відкладає в просвіт кишки яйця, які потрапляють у зовнішнє середовище з фекаліями хворого. Свіжовиділені яйця неінвазійні, дозрівають від 2-х тижнів до 3-4 місяців залежно від температури і вологості навколишнього середовища (при 24 °С — 4 тижні). Яйця зберігають життєздатність 1-2 роки.
Людина заражається через забруднені продукти, воду або брудні руки. У тонкій кишці із яєць виходять личинки, які проникають у ворсинки кишки і розвиваються впродовж 3-10 днів. Згодом, зруйнувавши ворсинки, вони виходять у просвіт кишки, опускаються в товсту кишку і впродовж місяця стають статевозрілими. Тривалість життя — до 5 років.